# Albédo de Bond
Pour les articles homonymes, voir Bond.
En astronomie, l'albédo de Bond, ou albédo bolométrique, ou albédo sphérique, ou albédo planétaire, mesure la capacité d'un corps astronomique à réfléchir la lumière reçue, en tenant compte de tous les angles sous lesquels cette lumière parvient à la surface du corps. En d'autres termes, il s'agit de la fraction d'énergie totale réfléchie dans l'espace par la surface d'un astre en intégrant de 0 à π l'énergie I(α) réfléchie sous tous les angles de phase α. C'est une grandeur sans dimension représentant la réflectivité globale d'un astre, par définition comprise entre 0 et 1. Il a été introduit au XIXe siècle par l'astronome américain George Phillips Bond.
L'albédo de Bond est lié à l'albédo géométrique p et à l'énergie réfléchie à angle de phase nul I(0) par l'intégrale de phase q au moyen de la formule :
{\displaystyle A=pq={\frac {2p}{I(0)}}\int _{0}^{\pi }I(\alpha )\sin \alpha d\alpha .}
L'albédo de Bond peut être inférieur ou supérieur à l'albédo géométrique, en fonction des propriétés de la surface et de l'atmosphère éventuelle des astres considérés. Le tableau ci-dessous permet de comparer ces deux valeurs pour plusieurs corps du Système solaire.
| Objet    | Albédo de Bond | Albédo 0géométrique0 |
| -------- | -------------- | -------------------- |
| Mercure  | 0,068          | 0,142                |
| Vénus    | 0,770          | 0,689                |
| Terre    | 0,294          | 0,434                |
| Lune     | 0,110          | 0,120                |
| Mars     | 0,250          | 0,170                |
| Jupiter  | 0,343          | 0,538                |
| Saturne  | 0,342          | 0,499                |
| Encelade | 0,80           | 1,375                |
| Uranus   | 0,300          | 0,488                |
| Neptune  | 0,290          | 0,442                |
| Pluton   | 0,720          | 0,520                |
| Éris     | 0,960          |                      |